# Looking Forward
Looking Forward er en amerikansk stumfilm fra 1910 af Theodore Marston.

## Medvirkende
- Frank H. Crane
- William Russell